# هالی لینکلن
هالی لینکلن (انگلیسی: Holly Lincoln؛ زادهٔ ۲۳ ژوئن ۱۹۸۵) بازیکن فوتبال اهل کانادا است.
وی همچنین در تیم ملی فوتبال Canada U23 بازی کرده‌است.